# Агапитова, Елизавета Олеговна
Елизаве́та Оле́говна Агапи́това (род. 19 февраля 2003 года, Нижневартовск, Ханты-Мансийский АО, Россия) — российская пловчиха, специалистка по плаванию на спине. Рекордсменка России. Мастер спорта России международного класса (2022).

## Биография
Елизавета Агапитова родилась 19 февраля 2003 года в городе Нижневартовске. Занималась плаванием в нижневартовской Спортивной школе олимпийского резерва под руководством тренера Юрия Леонидовича Ткаченко, позднее выступала за Югорский колледж-интернат олимпийского резерва и Центр спортивной подготовки сборных команд Югры в Ханты-Мансийске.
Училась в Нижневартовском медицинском колледже, студентка факультета физической культуры и спорта Нижневартовского государственного университета.
Первого серьёзного успеха на всероссийском уровне добилась в сезоне 2017 года, когда на Спартакиаде учащихся в Ростове-на-Дону выиграла серебряную и бронзовую медали в плавании на спине на 100 и 50 метров соответственно. В том же сезоне получила звание мастера спорта России по плаванию.
На юниорском всероссийском первенстве 2019 года одержала победу сразу в трёх дисциплинах: в плавании на спине на дистанциях 50 и 100 метров, а также в плавании баттерфляем на 50 метров. Попав в состав российской сборной, выступила на чемпионате Европы среди юниоров в Казани, где помогла соотечественницам выиграть комбинированную эстафету 4×100 м (участвовала только в предварительном квалификационном этапе).
В 2020 году отметилась выступлением на международных соревнованиях в Сен-Жермен-ан-Ле, выиграв плавание на 50 и 200 метров на спине. На чемпионате России в Казани с командой ХМАО-Югры выиграла бронзовую медаль в комбинированной эстафете 4×100 м.
В 2021 году стала бронзовой призёркой в 100-метровом плавании на спине на этапе Кубка мира в Казани. На чемпионате России на короткой воде в Санкт-Петербурге трижды поднималась на пьедестал почёта: в плавании на спине взяла «бронзу» на дистанции 50 метров, завоевала «золото» на дистанции 100 метров и получила «серебро» на дистанции 200 метров. Ещё одну серебряную медаль выиграла на Кубке Владимира Сальникова в Санкт-Петербурге — в 50-метровом заплыве на спине.
На чемпионате России 2022 года в Казани стала серебряной и бронзовой призёркой в плавании на спине на 50 и 100 метров соответственно. Завоевала две бронзовые награды на международных соревнованиях «Игры дружбы» в Казани и серебряную награду на впервые проводившейся Всероссийской спартакиаде сильнейших. Выиграла серебряную и бронзовую медали на Кубке Сальникова в Санкт-Петербурге. Во время сезона за выдающиеся спортивные достижения была удостоена почётного звания «Мастер спорта России международного класса».
В 2023 году на чемпионате России в Казани была второй в 50-метровом заплыве на спине, третьей на дистанциях 100 и 200 метров, а также заняла второе место в эстафете 4×200 м вольным стилем. Среди прочих достижений — серебряные награды Кубка России, всероссийских соревнований «Кубок Чемпионов», Кубка Владимира Сальникова.
В 2024 году в финале Кубка России в Екатеринбурге Агапитова стала серебряной и бронзовой призёркой на дистанциях 50 и 100 метров плавания на спине. На чемпионате России на короткой воде в Санкт-Петербурге одержала победу в 100-метровом плавании на спине и заняла второе место в дисциплине 200 метров, уступив на финише только Милане Степановой.

## Спортивные достижения
| Год  | Турнир                            | Место     |
| ---- | --------------------------------- | --------- |
| 2020 | Чемпионат России                  | 3         |
| 2021 | Чемпионат России на короткой воде | 1 · 2 · 3 |
| 2022 | Чемпионат России                  | 2 · 3     |
| 2022 | Всероссийская спартакиада         | 2         |
| 2023 | Чемпионат России                  | 1 · 2 · 3 |
| 2024 | Кубок России по плаванию 2024     | 2 · 3     |
| 2024 | Чемпионат России на короткой воде | 1 · 2     |